# Piráti z Karibiku: Truhla mrtvého muže
Piráti z Karibiku: Truhla mrtvého muže (Pirates of the Caribbean: Dead Man's Chest) je druhé pokračování amerického filmu Piráti z Karibiku: Prokletí Černé perly. I druhý díl natočil režisér Gore Verbinski, a to v roce 2006.

## Děj
Nový kapitán Černé perly, Jack Sparrow (Johnny Depp) zjišťuje, že jeho život má propadnout legendárnímu nemrtvému pirátovi Davey Jonesovi (Bill Nighy), jenž vládne mořským hlubinám z paluby své přízračné lodi Bludný Holanďan, kterému se upsal krví. Ve snaze vyhnout se věčnému zatracení vyhledá Jack pomoc starého známého Willa Turnera (Orlando Bloom) a jeho snoubenky Elizabeth (Keira Knightley), kteří musí opustit své svatební plány a vydat se na dobrodružnou výpravu napříč Karibikem.

### Závěrečná scéna
Hlídací pes, kterého vezl pan Ragetti a Pintel k ostrovu, se stává novým vůdcem divokého kmene lidojedů.

## Obsazení
| Johnny Depp       | kapitán Jack Sparrow     |
| Orlando Bloom     | Will Turner              |
| Keira Knightley   | Elizabeth Swann          |
| Jack Davenport    | Norrington               |
| Bill Nighy        | Davy Jones               |
| Jonathan Pryce    | guvernér Weatherby Swann |
| Lee Arenberg      | Pintel                   |
| Mackenzie Crook   | Ragetti                  |
| Kevin McNally     | Gibbs                    |
| David Bailie      | Cotton                   |
| Stellan Skarsgard | kormidelník Bill         |
| Tom Hollander     | lord Beckett             |
| Geoffrey Rush     | Barbossa                 |
| Naomie Harris     | věštkyně Tia Dalma       |
| Martin Klebba     | Marty                    |
| Alex Norton       | kapitán Bellamy          |
| Lauren Maher      | Scarlett                 |
| Jimmy Roussounis  | velký námořník           |
| Moray Treadwell   | námořník                 |
| San Shella        | Leech                    |
| David Schofield   | Mercer                   |